# ゴツィリゼ駅
ゴツィリゼ駅（ゴツィリゼえき、グルジア語: გოცირიძე、グルジア語ラテン翻字: Gotsiridze）は、ジョージアのトビリシ、ナザラデヴィ地区にあるトビリシ地下鉄1号線の駅である。トビリシ地下鉄唯一の高架駅である。現在は、改築工事のため閉鎖中。
2012年までの名称は、電鉄車庫駅（でんてつしゃこえき、Central Electric Railway Depot）、またはエレクトロデポ駅（ელექტროდეპო、Elektrodepo）。現在の駅名の由来は、トビリシ地下鉄および鉄道トンネルの建設に貢献をしたジョージアの技術者兼トンネル建設業者のヴィクトル・ゴツィリゼにちなんで名付けられた。

## 歴史
- 1966年1月11日 - 電鉄車庫駅として開業。

- 2012年 - 現駅名に改称。

- 2020年 - 駅舎改築工事のため、閉鎖。

- 2023年 - 再開予定。

## 駅構造
建築家のG・モズマニシュヴィリ（გ. მოძმანიშვილი）とN・ロミゼ（ნ. ლომიძე）が設計し、トビルメトロムシェンによって施工された。

## 再建と修復
2019年の専門家による報告では、降雨の影響によりポータルの一部が破損し、そのうちの1箇所でコンクリート保護層の一部が腐食により破れ、一部でコンクリートの打設や作業筋の露出などの腐食が始まり、仕切り非耐力壁が破損していた。調査では、構造的な欠陥から、コンクリート形成の欠陥に最も注意を払った。過剰な空隙と陥没のため、大気中の析出物がコンクリートを通して容易に鉄筋に到達し、その腐食を引き起こした。
トビリシ・トランスポート・カンパニーは、2018年9月にゴツィリゼ駅の再建とオーバーホールの最初の入札を発表したが、結果はマイナスだった。 その後、さらに9回の入札が発表された。最終的に、2020年4月に発表された入札が実施され、落札者と1,010,851米ドル相当の契約が締結されたが、会社はその義務を果たさなかった。 2021年に別の会社に新しい入札が行われ、今回の費用は470万5166ラリだった。 完成日は2022年と設定された。
再建の一環として、プラットホームの古いタイルと損傷したタイルは完全に取り除かれ、新しいものに置き換えられ、駅は屋根で覆われた。